# Shahrāsar
Shahrāsar (persiska: شاهرَك, شهراسر) är en ort i Iran.   Den ligger i provinsen Alborz, i den norra delen av landet, 90 km nordväst om huvudstaden Teheran. Shahrāsar ligger 1 685 meter över havet och antalet invånare är 101.
Terrängen runt Shahrāsar är kuperad åt sydväst, men åt nordost är den bergig. Shahrāsar ligger nere i en dal.Runt Shahrāsar är det ganska tätbefolkat, med 93 invånare per kvadratkilometer. Närmaste större samhälle är Abyek, 16,4 km söder om Shahrāsar. Trakten runt Shahrāsar består i huvudsak av gräsmarker.